# Unschuldige Kinder (Essenbach, Odelzhausen)

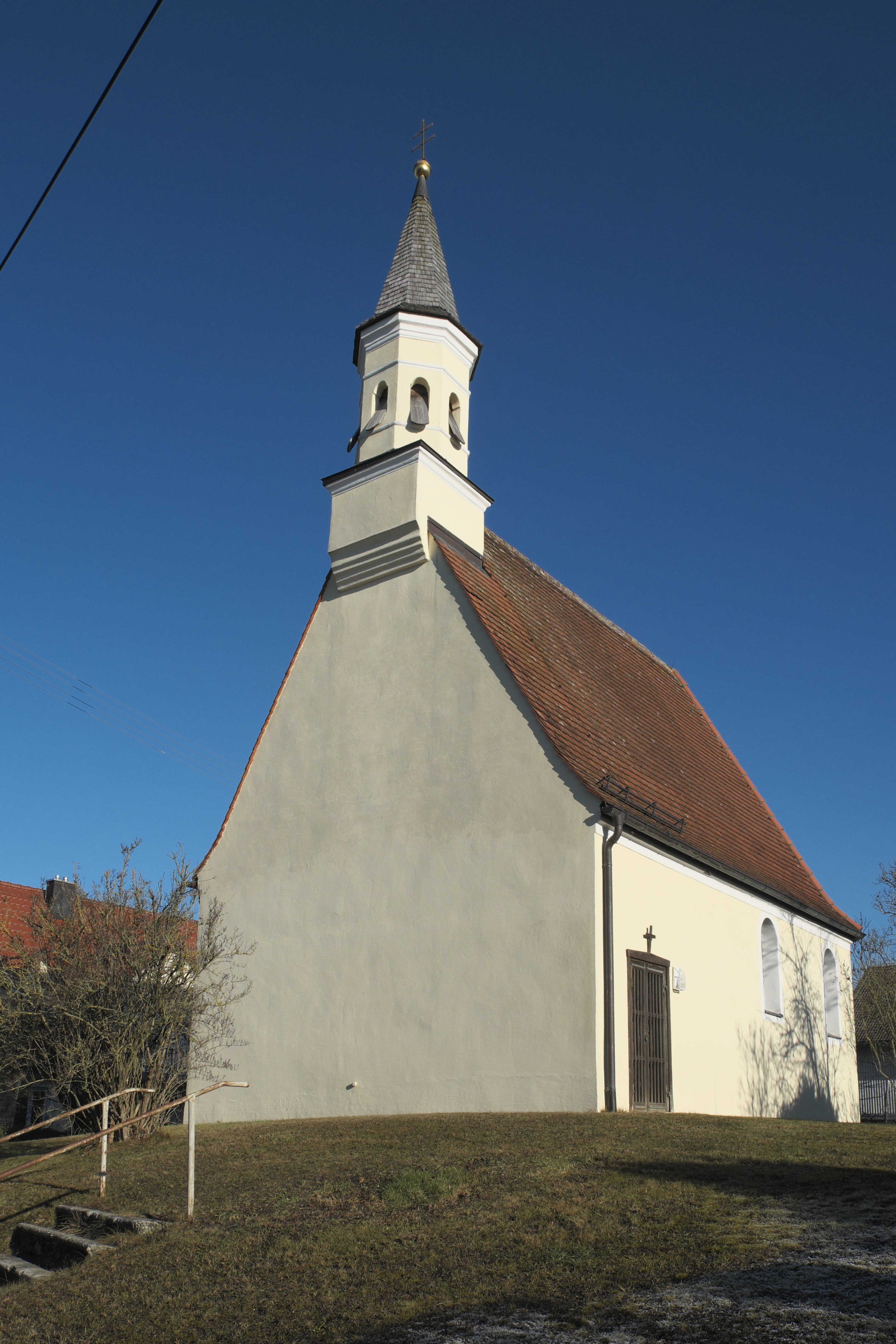
Filialkirche der Unschuldigen Kinder

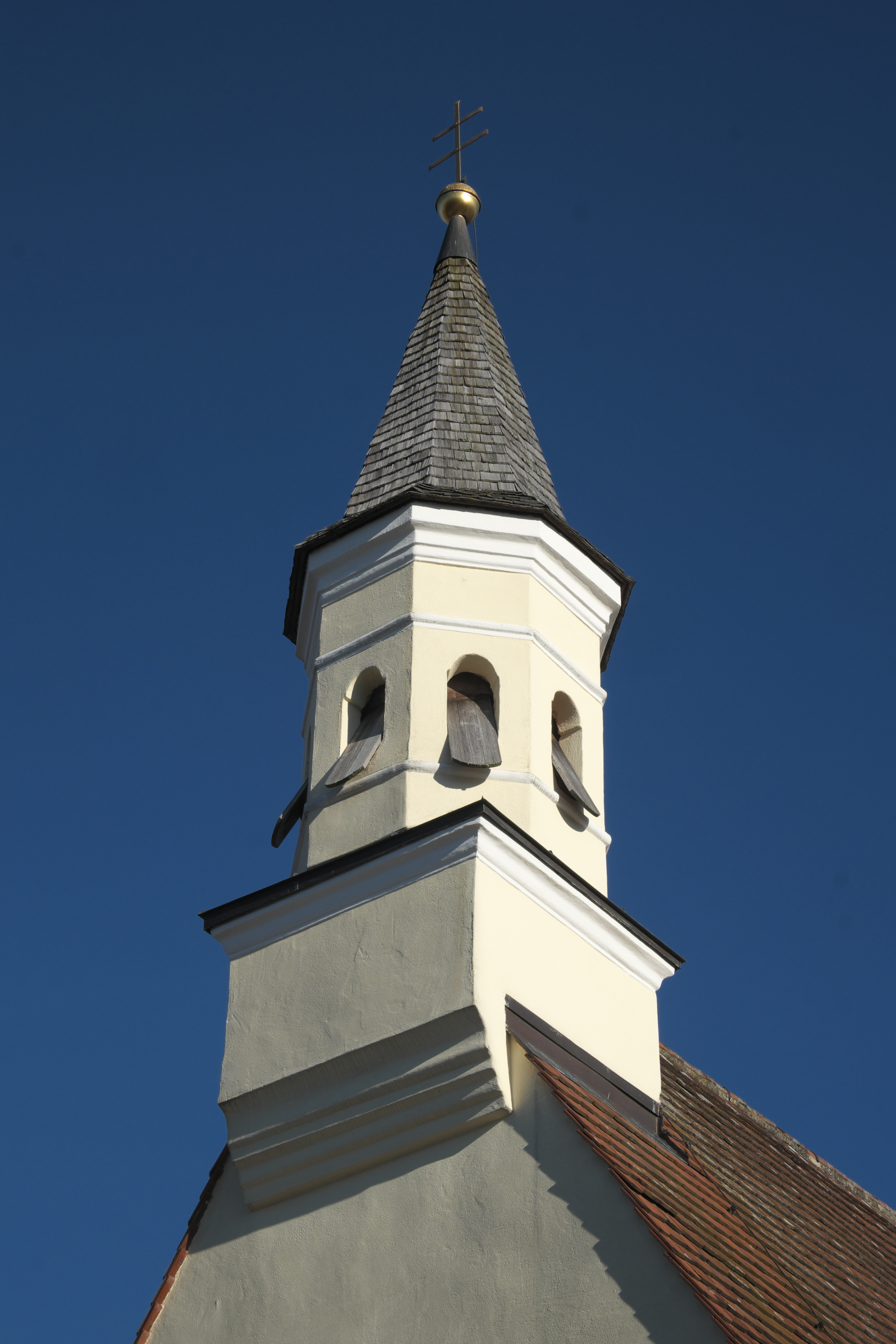
Dachreiter

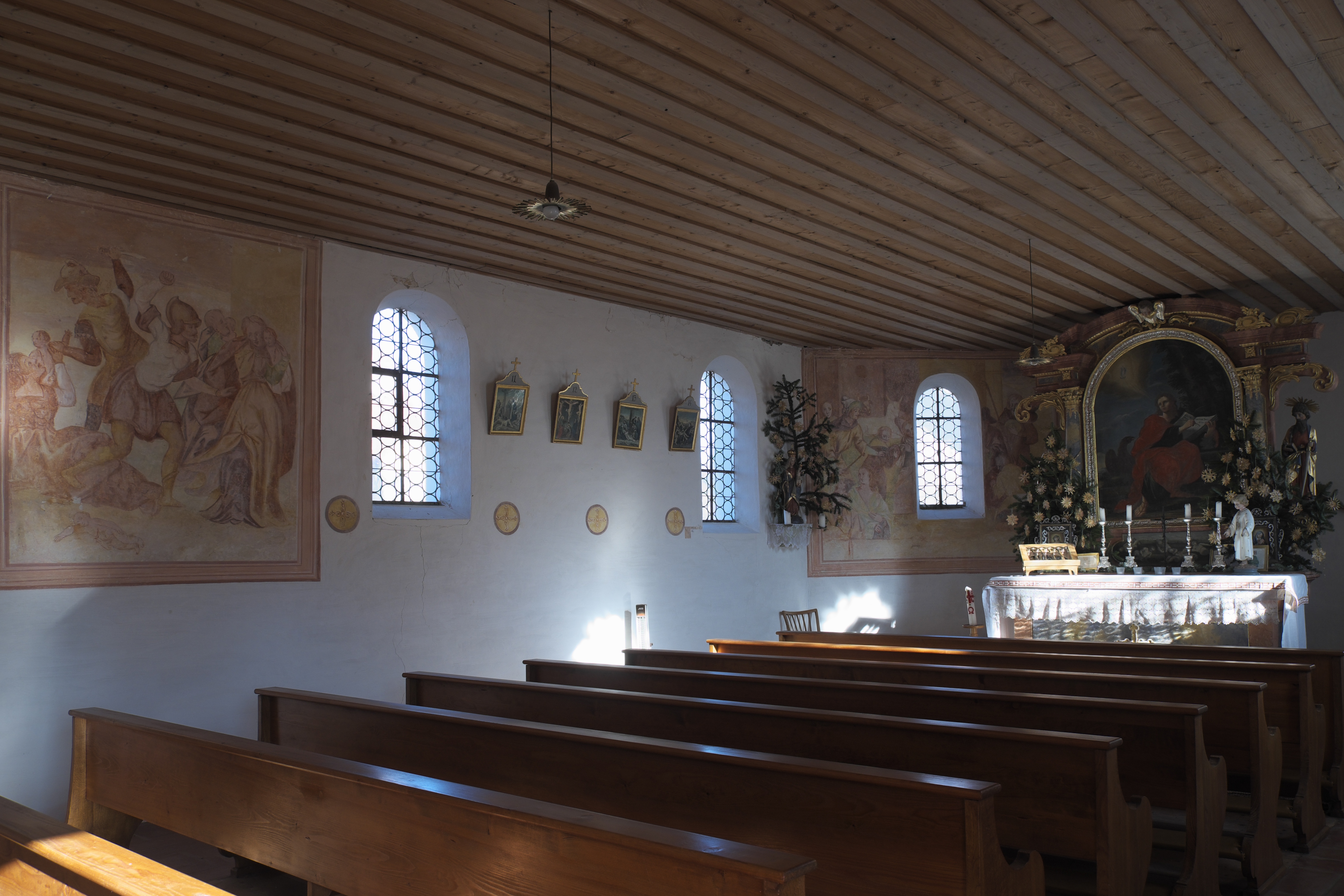
Innenraum

Die katholische Filialkirche der Unschuldigen Kinder in Essenbach, einem Ortsteil der Gemeinde Odelzhausen im oberbayerischen Landkreis Dachau, geht vermutlich auf einen spätgotischen Kirchenbau zurück, der im 17. Jahrhundert barockisiert wurde. In der Kirche sind Reste von Wandmalereien aus dem 16. Jahrhundert erhalten. Das Patrozinium der Kirche erinnert an die Tötung der Unschuldigen Kinder, die dem Matthäusevangelium zufolge nach der Geburt Christi auf Anordnung des Königs Herodes erfolgt sein soll. Nebenpatrone sind der Evangelist Johannes und der Apostel Paulus. Die Kirche gehört zu den geschützten Baudenkmälern in Bayern.

## Architektur
Über dem Westgiebel der Kirche sitzt ein mit einem Spitzhelm gedeckter, oktogonaler Dachreiter, der von ovalen Schallöffnungen durchbrochen ist. Der einschiffige Innenraum wird durch große Rundbogenfenster beleuchtet und von einer Holzbalkendecke gedeckt. Der nicht eingezogene, dreiseitig geschlossene Chor schließt sich übergangslos an das Langhaus an. Die Westwand wird durch zwei große Rundbogennischen gegliedert.

## Fresken
An der Nordseite der Kirche sind Reste von Fresken erhalten, auf denen die Anbetung der Hirten und die Tötung der Unschuldigen Kinder dargestellt sind. Die Szene der Anbetung der Hirten ist mit der Jahreszahl 1546 datiert. Sie ist allerdings unvollständig, da in der Mitte in späterer Zeit ein Fenster durchgebrochen wurde.

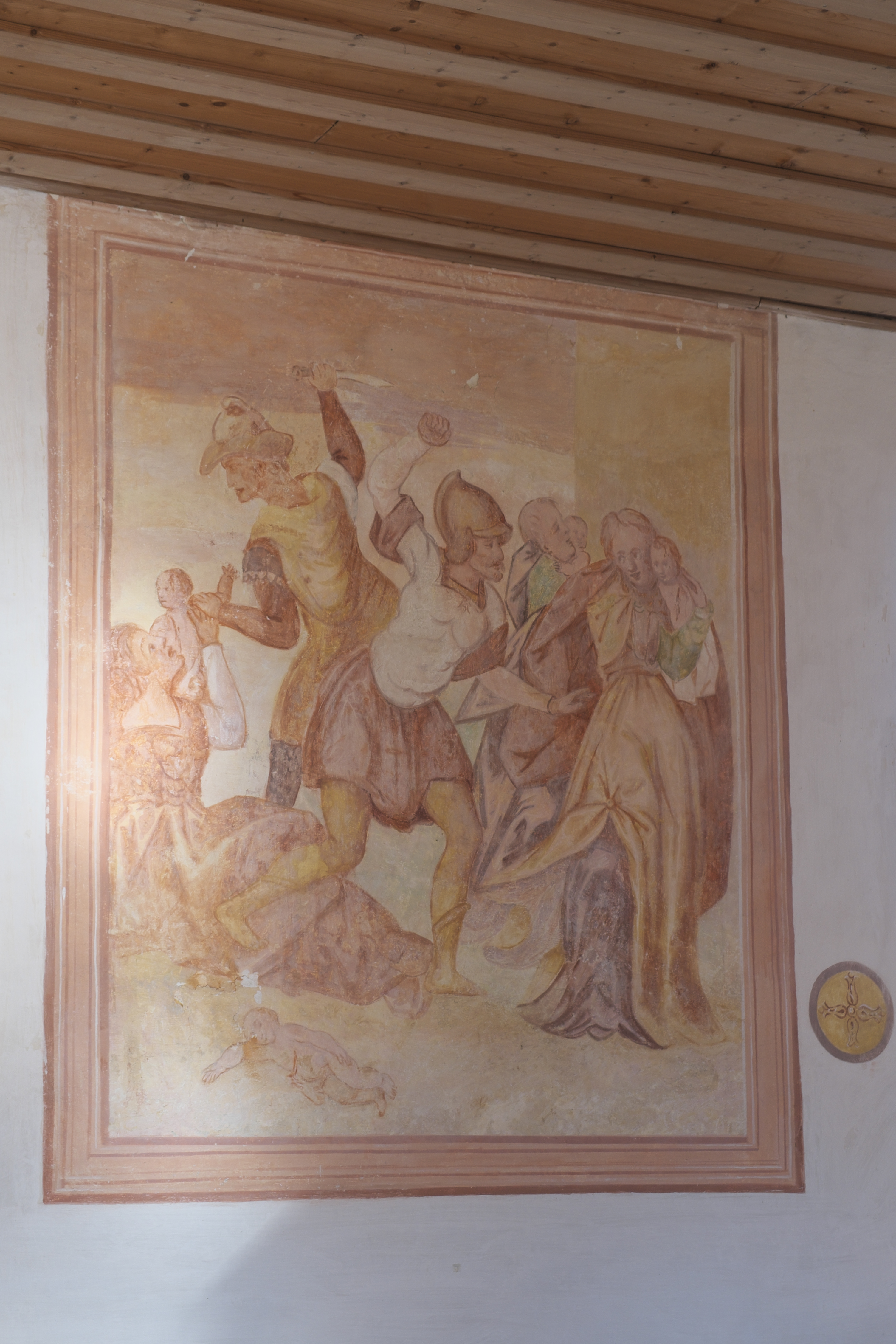
Tötung der Unschuldigen Kinder
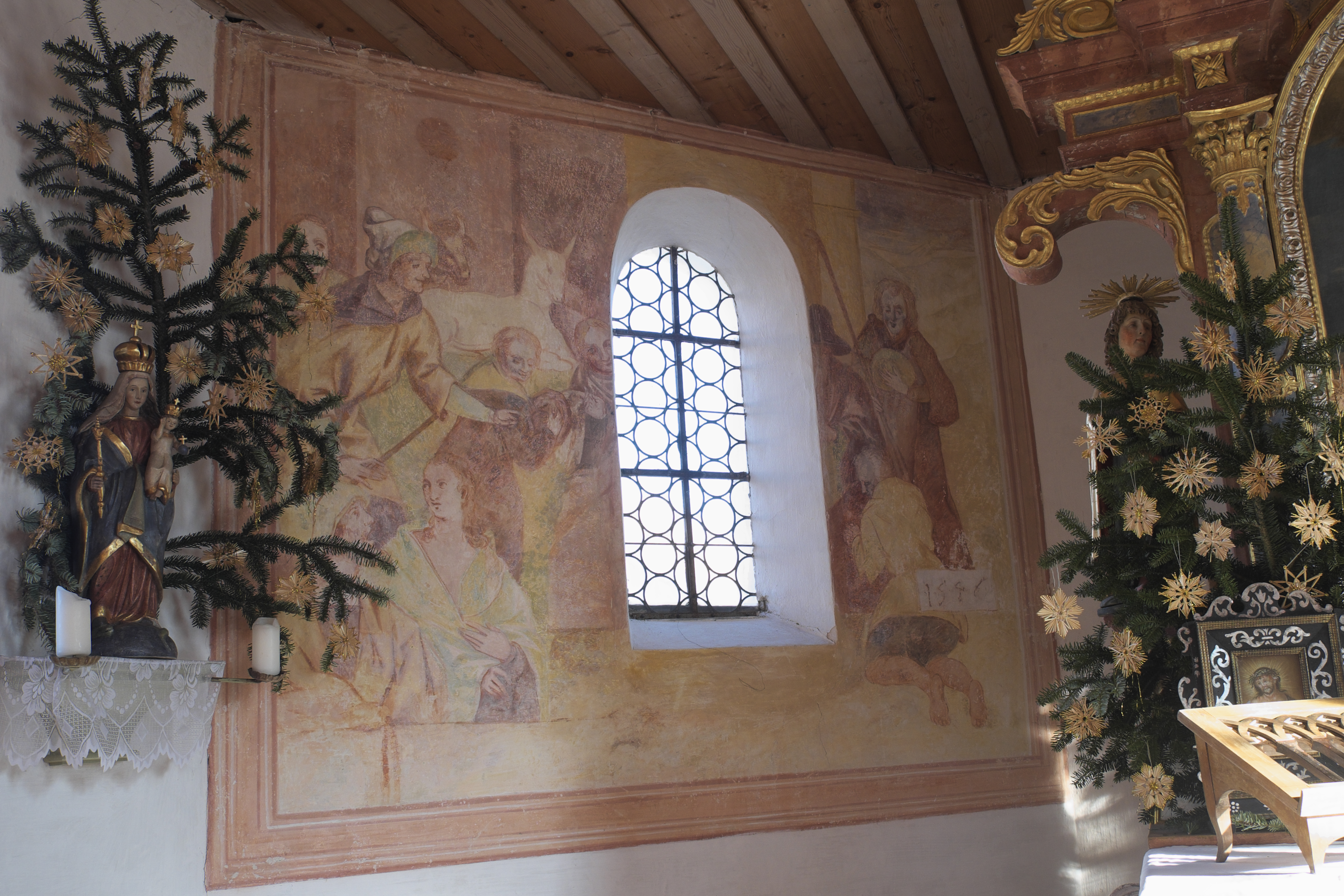
Anbetung der Hirten
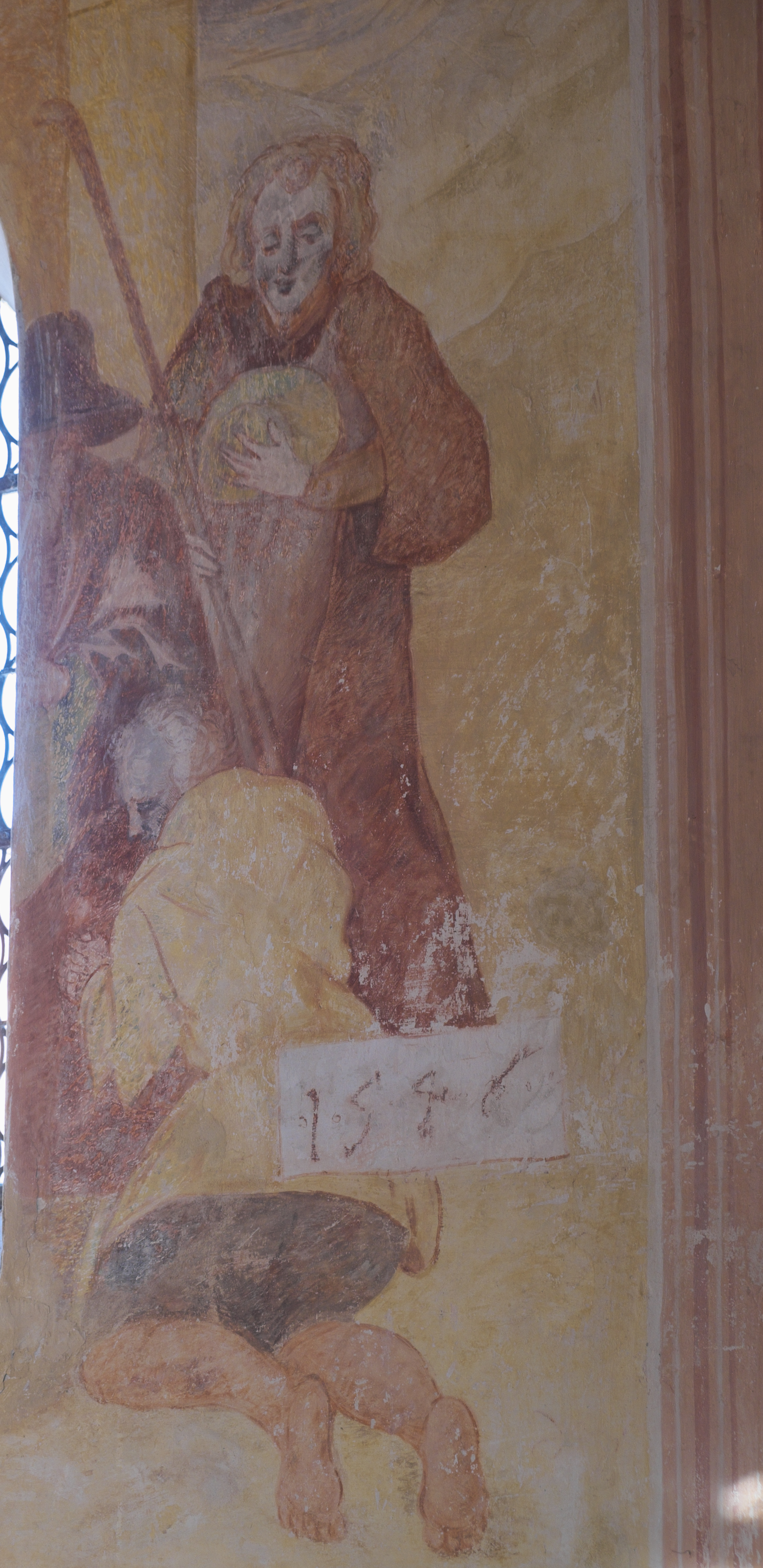
Anbetung der Hirten, Ausschnitt mit der Jahreszahl 1546

## Bleiglasfenster
Für die Essenbacher Kirche wurden um 1462 Bleiglasfenster angefertigt, die heute im Bayerischen Nationalmuseum in München aufbewahrt werden.

## Ausstattung

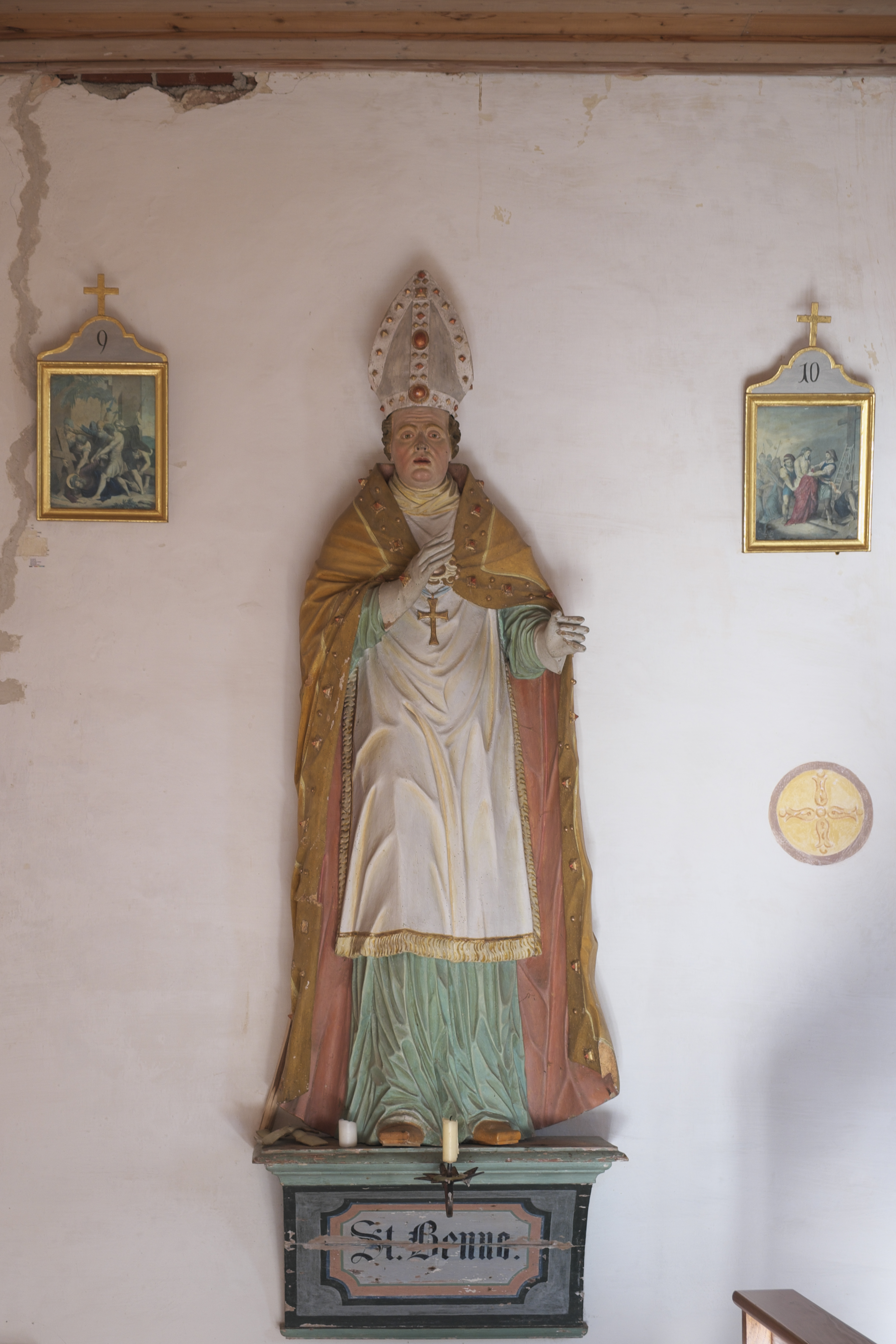
Benno von Meißen

- Der Altar ist eine Arbeit des späten 17. Jahrhunderts. Auf dem Altarblatt ist der Evangelist Johannes mit seinem Attribut, dem Adler, dargestellt. Als Assistenzfiguren stehen links der Apostel Johannes, den man häufig mit der Figur des Evangelisten Johannes gleichsetzte, und rechts der Apostel Paulus. Johannes hält einen Kelch mit einer Schlange in Händen, Paulus ein Schwert.
- Das Kruzifix an der Südseite stammt aus dem 20. Jahrhundert. Es ist umgeben von zwei barocken Leuchterengeln, am Fußende des Kreuzes ist ein geflügelter Puttenkopf angebracht.
- An der Nordseite, dem Eingang gegenüber, steht eine überlebensgroße Figur des heiligen Benno von Meißen, des Schutzpatrons der Stadt München, die um 1910 geschaffen wurde.

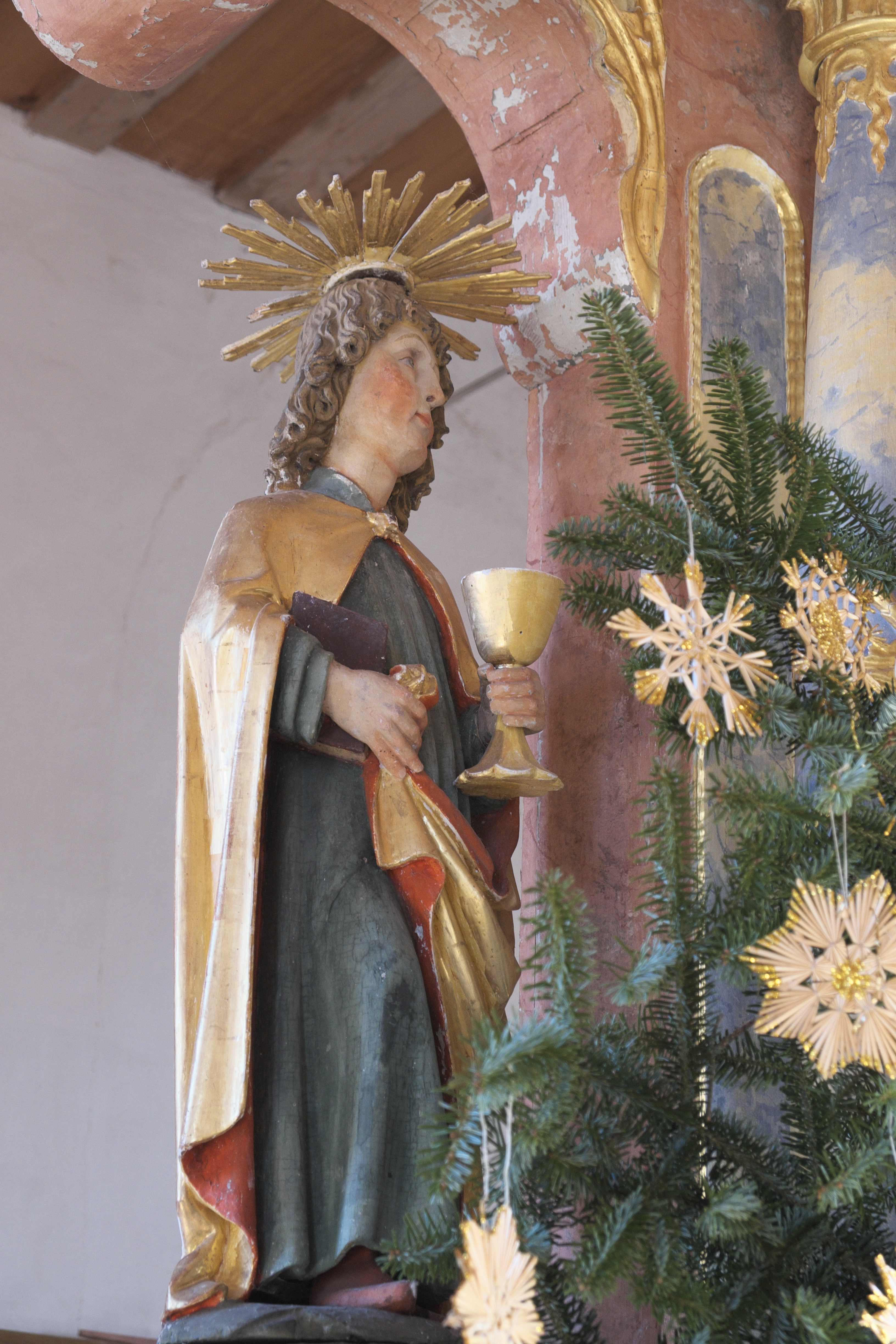
Apostel Johannes
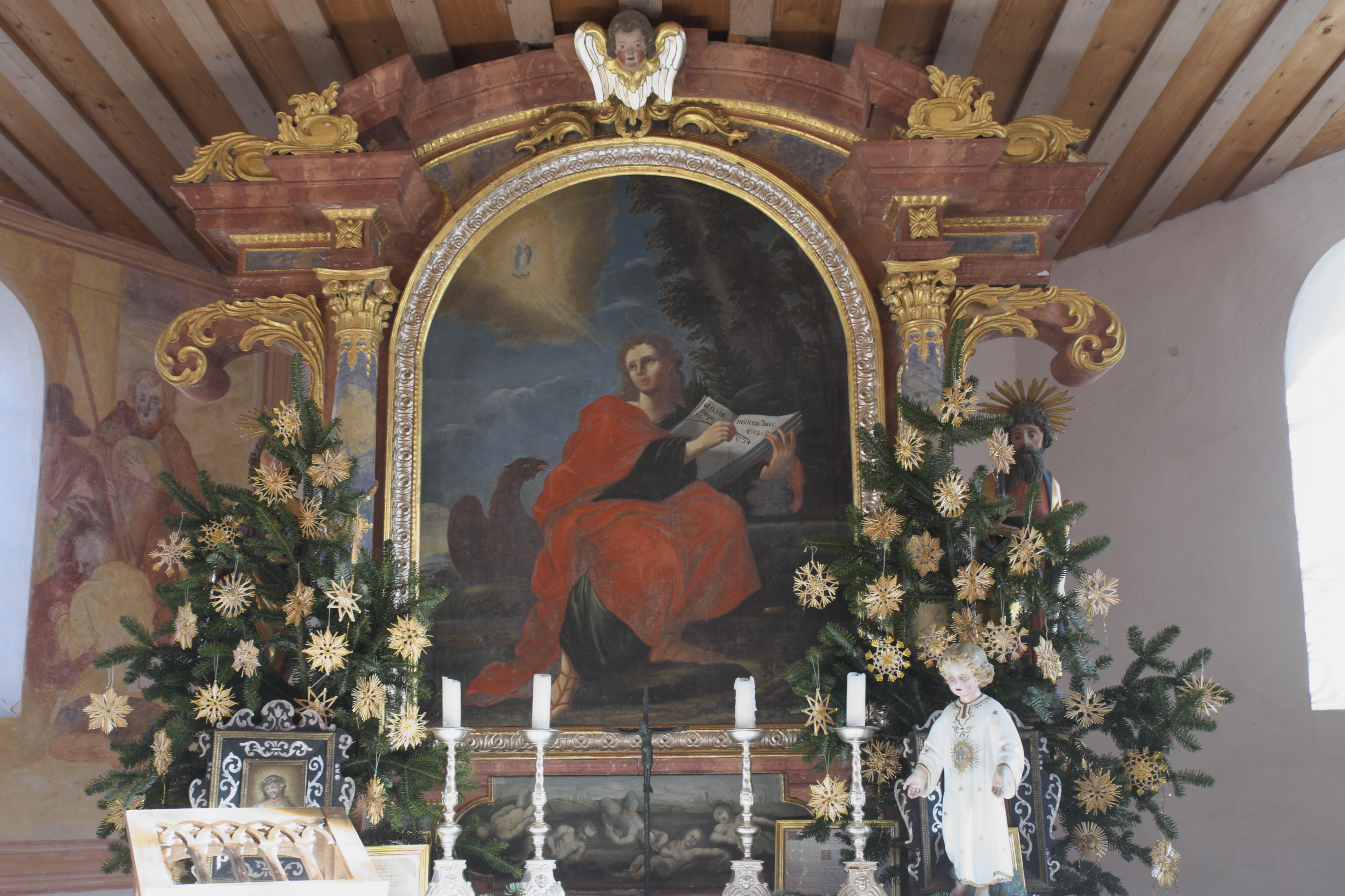
Evangelist Johannes
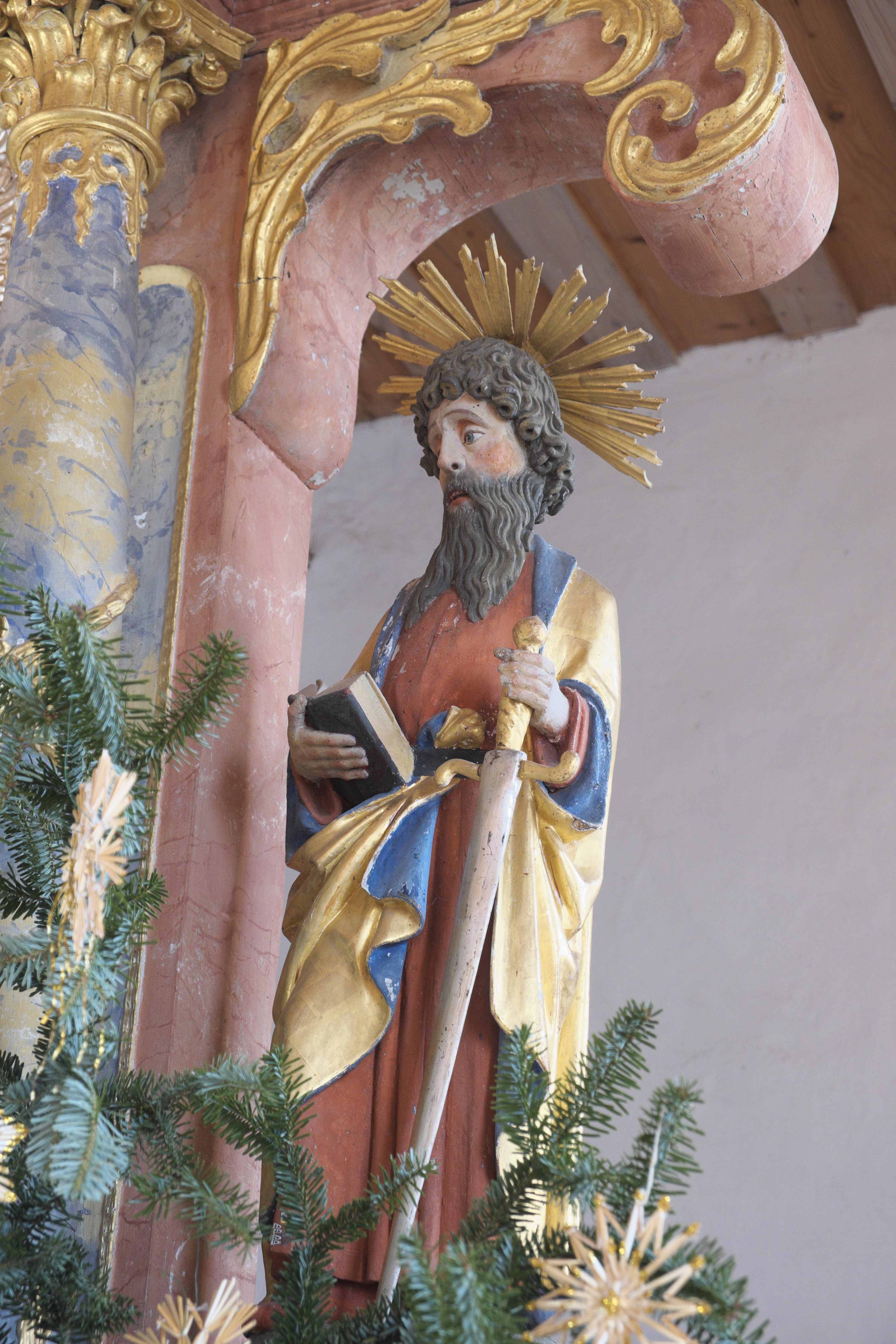
Apostel Paulus